# Asymbolus submaculatus
Asymbolus submaculatus is een vissensoort uit de familie van de Pentanchidae. De wetenschappelijke naam van de soort is voor het eerst geldig gepubliceerd in 1999 door Compagno, Stevens & Last.